# Euxoa powelli
Euxoa powelli is een vlinder uit de familie uilen (Noctuidae). De wetenschappelijke naam is voor het eerst geldig gepubliceerd in 1912 door Oberthur.
De soort komt voor in Europa.